# (1066) Lobelia
(1066) Lobelia – planetoida z pasa głównego asteroid okrążająca Słońce w ciągu 3 lat i 265 dni w średniej odległości 2,4 au. Została odkryta 1 września 1926 roku w Landessternwarte Heidelberg-Königstuhl w Heidelbergu przez Karla Reinmutha. Nazwa planetoidy pochodzi od lobelii rozdętej, rośliny z rodzaju lobelia. Przed nadaniem nazwy planetoida nosiła oznaczenie tymczasowe (1066) 1926 RA.